# 佐山聡
佐山 聡（さやま さとる、1957年11月27日 - ）は、日本の男性プロレスラー、格闘家。総合格闘技の元祖とされる競技・シューティング（のちの修斗）の創始者。山口県下関市長府出身。血液型B型。
1976年に新日本プロレスでプロレスラーとしてデビュー。若手時代はメキシコ、イギリスで活躍。イギリスではサミー・リーをリングネームに。
1981年にタイガーマスク（初代）に扮し、空中技を駆使したファイトスタイルで国民的な人気を集め、一大プロレスブームを巻き起こした。
1983年に理想の格闘技確立を目指して現役を引退したが、1984年には現役復帰してザ・タイガー、スーパータイガーのリングネームで第1次UWFに参戦した。
1984年に総合格闘技団体「修斗」、1999年には武道団体・「掣圏道」を創始、2004年に「掣圏道」を「掣圏真陰流」と名称変更、2005年には「リアルジャパンプロレス（のちのストロングスタイルプロレス）」を旗揚げ。
2020年まで掣圏真陰流興義館総監を務めた。
2020年、掣圏真陰流の運営に幕を閉じて興義館を閉館し、総合格闘技「佐山道場」を立ち上げる。
2022年から新武道「神巌流総術」を発表、2023年に名称を「神巌流総道」に決定。
格闘家以外に武道家、思想家としても活動している。

## 来歴

### 少年時代
1957年11月27日、山口県下関市長府に産まれる。誕生から3日後には「佐山稔」と名付けられたが、父親が「えらい」という意味を込めて「聡」と名付けられた。
小学校2年生時に兄に連れられ、家の近くの乃木神社の境内にある道場で柔道を始める。当時の佐山は警察官になってゆくゆくは警視総監になることを将来の夢としており、当時書いた作文には「たくさんのどろぼうを、つかまえようとおもいます」と書いていた。しかし、小学校4年時にキックボクシングのテレビ番組で沢村忠を見たことで格闘技に興味を惹かれるようになる。佐山にとって沢村は好きな野球選手だった王貞治とともに憧れの対象となったが、やがて憧憬の対象がキックボクシングからプロレスへと移り、また中学校時代に来日したミル・マスカラスの大ファンとなった。
中学校では柔道部に所属し、3年時の秋には下関市代表として山口県中学校秋季体育大会に出場している。中学卒業後は高校に進学せずにプロレスラーになろうと考えていたが、担任と父親から猛反対されたため山口県立水産高等学校に入学し、レスリングに入部。入学直後に出場した大会の75kg級で第3位となると、後に国体候補選手にも選ばれ、11月に行われた新人戦の75kg級で優勝する。しかし、佐山はこれでプロレスラーになれると感じたことで高校を中退する意思を固め、新日本プロレスに入門するために上京したい旨を父親に伝えた。ここで父親と激しく衝突したが、最終的に父親が根負けし、父が紹介する仕事に就くという条件を付きで佐山は上京をすることとなった。
上京した佐山は千葉県千葉市の工場に勤務することとなったが、体を動かす機会が自主トレーニング以外になくなったため会社のサッカー部に入り、背番号3をつけて千葉県内の企業のサッカー部で作られたリーグ戦「京葉リーグ」にも出場した。しかし、父親は工場の同僚たちに対し、佐山をプロレスに近づけないようにしてくれと手を回しており、後にこれに気付いた佐山は怒りからこの工場を退職。退職後は柏市の新聞販売店に就いたが、この職場も父親の紹介だったためすぐに退職した。

### 新日本プロレス若手時代、サミー・リーとして活躍
前述の新聞販売店を退職後は1974年8月から南千住のレストランに住み込みで働き始めた。また、このレストランに入った後に自宅へ無事を知らせる手紙を出したが、この時父に対して「これがもうお父さんに返事を聞く最後の手紙です」と前置きしたうえで「プロレスラーになってもよろしいでしょうか？」と強調した文を書いていた。この直後に新聞社と連絡を取って新日本プロレスの入門テストを受けることになった。後楽園ホールで行われた入門テストをクリアして新日本への入門が決まった。
1975年7月に新日本の道場に入門。入門の前に一度新日本を訪れているが、その時は新間寿から、身長が170cmを超えて体重が70kgになったら連絡するように促され、実際に身長が172cm、体重が72kgになってから再訪、そこで後楽園ホールで行われた試合に連れて行ってもらった。新間が新日本の弟子を独断で採用したのは佐山の時が初めてであり、アントニオ猪木からは最初「あんなちっこいの」呼ばわりされたが、その練習熱心さから次第に猪木も佐山を認めるようになった。
1976年5月28日に魁勝司戦でデビューし、57戦目となる栗栖正伸戦で初勝利を挙げている。初勝利までは1引き分けを挟んで55連敗を喫したが、試合内容は良かったと言われている。佐山は道場での練習に執心していたが、他の格闘技の技術を習得しようと考えるようになり、黒崎健時が目白に創設したキックボクシングジムの目白ジムに入門し、新日本での練習と並行して同ジムでトレーニングを積んだ。入門2年目からは猪木の付き人になった。
1977年には梶原一騎主催の「格闘技大戦争」で、全米プロ空手ミドル級第一位のマーク・コステロと両者ボクシンググローブ着用・統一ルールの下で対戦した。1Rこそ果敢にバックドロップや反り投げなどの投げ技を繰り出したものの（ただし反則）、コステロの激しい蹴りを浴び続け、6ラウンド戦い抜いての判定負けを喫した。なお、この試合に負けたから打撃を取り入れた格闘技に傾倒していったのではなく、元々リアル指向で、会社に内緒で打撃の練習をしていた。佐山はこの試合での悔しさから直後に一人で合宿に出かけ、この合宿でバック回し蹴りやローリングソバットを思いついたという。後に佐山は、コステロ戦に関して「立ち技系の相手にタックルが通じるのか？」「相手のパンチとキックをかわしつつタックルから相手を投げる事が出来るのか？」を実践するためにあえて反則覚悟で投げ技を使用したと発言しており、試合後に佐山の意図を理解していない人たちからは負けた事で非難されたが、猪木だけはその意図を理解し「よくやった」と褒められたという。
1978年、佐山は新日本副社長の坂口征二からメキシコへ遠征に行くように指示され、同年6月に現地へ向かった。佐山は猪木から「格闘技の選手として育てる」と伝えられていたため釈然としていなかったが、1975年にUWAに選手を引き抜かれたEMLLオーナーのカモウ・ゴンザレスがプロモーターのマイク・ラベールに、海外から「メキシコに定住し、興行の柱になるプロレスラー」のスカウトを依頼され、ラベールが付き合いのあった新日本に「身軽で動けるレスラー」を打診したところ、佐山が選ばれたというものだった。
佐山はグアダラハラに5か月ほど滞在した後にメキシコシティへ移り、先輩の木村健吾と共同生活をしながらメキシコで暮らすこととなった。メキシコでは環境や食生活の違いから体調を崩し、一時期体重が20kg近く減るなど、苦労したという。新日本での前座時代は使う技が限られていたが、メキシコでは自分の技を試すようになり、後の得意技となるローリングソバットやサマーソルトキックを披露し、1979年9月にはNWA世界ミドル級王者となるなど活躍した。なお、漫画「プロレススーパースター列伝」では、メキシコ時代に覆面レスラー『ティグレ・エン・マスカラド』および目に隈取を施したペイントレスラー『ミスターカンフー』として活動したと紹介されているが、これらはフィクションであり、実際は本名の『サトル・サヤマ』として素顔で活動している。その後、カール・ゴッチの家でトレーニングを積み、イギリス人レスラーのピート・ロバーツと合流し、ロンドンへ向かった。
ロンドンについた直後、佐山はロバーツとともに現地のレスラーにマーシャルアーツショップへ連れていかれ、黄色に黒のラインが入ったジャンプスーツを着て、「サミー・リー」のリングネームでブルース・リーのファミリーとして試合に出るように要請された。1980年10月8日にサミー・リーとしてのデビュー戦を行ったが、回し蹴りや飛び技を次々と披露し、その派手な動きに観客から拍手を送られた。その後の現地で試合を重ねるごとにサミー・リーの人気は高まり、、イギリス各地のプロモーターの間で引っ張りだこの存在となった。

### タイガーマスクとして活躍

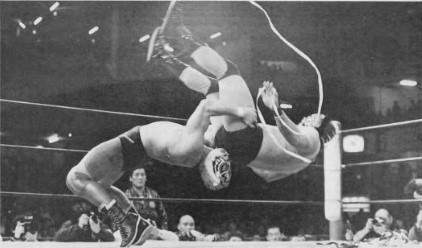
欧州修行時代の好敵手だったマーク・ロコこと対ブラック・タイガー戦（1982年）

1981年、佐山は新日本プロレスの営業本部長だった新間寿から「いい話があるから戻ってこい」とのコレクトコールを受ける。しかし、当時の佐山はサミー・リーとして英国マット界で多大な人気を獲得しており、マーク・ロコとのタイトルマッチを目前に控えていたこともあって帰国を断るが、新間から「もう話は進んでいる、テレビ朝日と梶原に対して顔が立たない」「アントニオ猪木の顔を潰さないで欲しい」と説得され、一試合だけと念を押して日本に一時帰国することを受け入れた。
タイガーマスクとしてのデビュー戦の2日前となる4月21日、佐山は日本へ帰国した。この時期にはテレビ朝日系列でアニメ『タイガーマスク二世』の放送が開始され、デビュー戦となる23日の蔵前国技館大会で「実物のタイガーマスク」がデビューするという予告も流れていた。しかし、新間によるとマスクの発注を失念してしまい、直前にスタッフが既製品を改造して短時間で作り上げたものを用意したという。その結果、マスクは雑な作りの粗悪なものとなり、マントもまるでシーツのようであった。
1981年4月23日、蔵前国技館において、イギリスの爆弾貴公子ことダイナマイト・キッド戦でデビューを飾る。この試合で佐山はイギリスで披露していたステップを踏む動きや蹴り技を見せ、ジャーマン・スープレックス・ホールドで勝利したものの、イギリスの観客のように技を出すと総立ちになるという反応がなかったため、観客の反応が悪いと感じていたという。
しかしながら、新日本プロレス伝統のストロングスタイルに全米プロ空手流の打撃技と武者修行先で培ったルチャリブレの空中殺法とを織り交ぜた革新的なレスリングスタイルは、全国的に空前のタイガーマスクブームを巻き起こした。そのファイトスタイルは、実況の古舘伊知郎によって「四次元プロレス」「四次元殺法」と形容された。タイガーマスクの試合を中継した『ワールドプロレスリング』の視聴率は、ほぼ毎週25％を超え地方興行も空前の大入り満員が続いた。子供たちの間では、新日本プロレスの看板レスラーであるアントニオ猪木を凌ぐほどの人気を獲得していた。
1981年5月18日にはメキシコのアレナ・プエブラにて、ビル・ロビンソン&エル・ソリタリオとトリオを組み、カネック、ビジャノ3号、スコルピオと6人タッグマッチで対戦した。ロビンソンはタイガーマスクについて「ベリーグッドだ。レスリングのできる者でなければ不可能なムーブができていた」などとコメントしている。同年12月8日の蔵前国技館大会では、カネックとのシングルマッチも行われた。

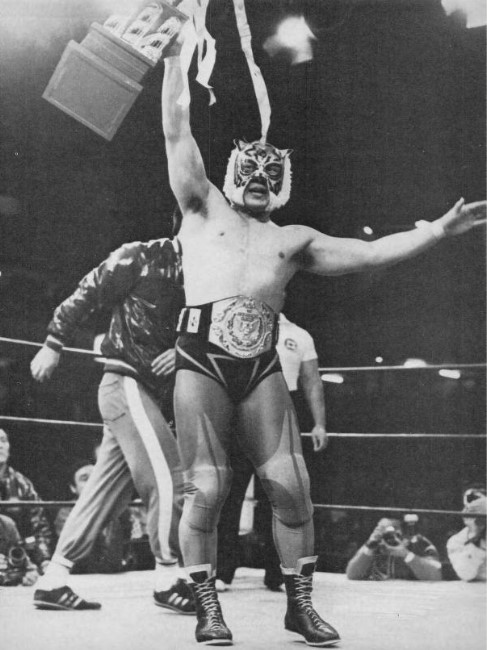
WWFジュニアヘビー級王座を獲得（1982年）

1982年1月1日、王座決定戦でダイナマイト・キッドを破りWWFジュニアヘビー級王座を獲得。5月25日にはレス・ソントンからNWA世界ジュニアヘビー級王座を奪取、WWFとNWAのジュニアヘビー級王座を史上初めて統一した。この時期の代表的な好敵手としては、デビュー戦の相手でもあったキッドをはじめ、後にWWF世界ヘビー級王者となるブレット・ハート、英国でも抗争を繰り広げたブラック・タイガー、ビリー・ライレー・ジム出身のスティーブ・ライト、ローラン・ボックからも技巧派として高く評価されたピート・ロバーツ、そして「虎ハンター」として名を馳せた小林邦昭などが挙げられる。また、猪木や藤波辰巳と組んでの6人タッグマッチにも出場し、アブドーラ・ザ・ブッチャー、ワフー・マクダニエル、スーパースター・ビリー・グラハム、バッドニュース・アレン、ダスティ・ローデス、マスクド・スーパースター、ドン・ムラコ、グレッグ・バレンタイン、ボブ・オートン・ジュニアなどヘビー級の外国人選手とも対戦した。
1982年はジュニアヘビー級王者としてアメリカのWWFにも遠征し、ニューヨークのマディソン・スクエア・ガーデンでは8月30日にキッド、11月22日にカルロス・ホセ・エストラーダ、フィラデルフィアのスペクトラムでは11月25日にエディ・ギルバートを相手に防衛戦を行ったこともある。同年11月から12月にかけてのWWFサーキットでは、12月4日にマサチューセッツ州スプリングフィールドにて、当時のWWFヘビー級王座のトップコンテンダーだったプレイボーイ・バディ・ローズを破り、12月7日にはペンシルベニア州アレンタウンにて、当時WWFを主戦場としていたミスター・サイトーことマサ斎藤からも勝利を収めている。サーキット中は、斎藤のパートナーだったミスター・フジや若手時代のカート・ヘニングとも対戦した。
人気絶頂の最中、新日本プロレスでの活動には突然終止符が打たれた。1983年5月に漫画『タイガーマスク』の原作者である梶原一騎が講談社編集者への暴行容疑で逮捕され、社会的影響度から改名問題が浮上する。8月4日、デビュー戦と同じ蔵前国技館で行われた寺西勇戦の試合前に改名を予告し、ファンに新リングネームを当てさせるクイズ企画も用意された。しかし、8月10日に新日本プロレスに対して契約の解除を一方的に告げ、突如引退を宣言した。契約解除の通告書では、タイガー人気で得られた収益が猪木の個人事業「アントン・ハイセル」へ流用されていることを糾弾した（8月末に社内クーデター騒動が勃発し、猪木が社長を一時辞任）。佐山個人は結婚式を海外で極秘に挙げるようフロントから強要されたことに憤りを感じており、タイガーブームの仕掛け人である新間と佐山の個人マネージャーだったショウジ・コンチャが対立していたという事情もあった。
9月21日付の東京スポーツに素顔の写真が掲載され、タイガーマスクの正体が佐山であることが公開される。テレビ朝日系のバラエティ番組『欽ちゃんのどこまでやるの!?』にゲスト出演し、自らあっさりとマスクを脱ぎテレビで素顔を公表した。
新日本プロレスでタイガーマスクとして活動した2年4か月間のシングル通算戦績は155勝1敗9分けで、この1敗はキッドをフェンスアウトさせての反則負けであり、シングルとタッグを含めて一度もフォール負けがない（メキシコではWWFジュニアヘビー級王座の防衛戦で、1982年12月12日にペロ・アグアヨから、1983年6月12日にフィッシュマンから、それぞれ1フォールを奪われたことがあるが、スコアの上では勝利を収めた）。

### マスク剥ぎ
初代タイガーマスク時代、1982年10月26日の大阪府立体育館での対戦を初めとし、小林邦昭に何度もマスクを破られたり、剥ぎ取られそうになった。それまでの覆面レスラーにもマスク剥ぎがなかったわけではないが、基本的には覆面レスラーのマスクには手を掛けないのが暗黙の了解で、小林のように毎試合マスクに手をかける行為はそれまでなかったものであった。
それ以後、歴代タイガーマスクや、女子プロレスにおける派生キャラクター、タイガードリーム、タイガーエンジェル等の試合でも、マスク剥ぎが「お約束」として必ず入っている。後に佐山は小林と対談した際に、マスク剥ぎのことに触れて「先輩（小林）がのし上がるためならと、僕は我慢していたんですよ」と語っているが（両者は実際には仲が良かった）、実際それ以降の小林は『虎ハンター』として完全にブレイクする。

### ザ・タイガー
人気絶頂期での引退発表を行った頃、自身のジム「タイガージム」を設立。ザ・タイガーとして、ほぼ同時期に新日本プロレスを退団した山崎一夫をインストラクター兼スパーリングパートナーに迎え、新格闘技と称して新しいスポーツを模索する中、1984年7月23日、24日にUWFの「無限大記念日」興行に約1年振りの現役復帰。高田伸彦と組んで、前田日明、藤原喜明とのタッグマッチを行った。
ザ・タイガーのマスクデザインは額の赤いマークが廃され、新格闘技ではアップライトスタイルからのキックが重要になってくるため、スポーツとして蹴られた相手を必要以上に傷つけない様、脛当て（レガース）が佐山により考案された。この時期にも、バラエティ番組では自らマスクを脱ぎにらめっこ勝負を行なったりしていた。

### スーパータイガー
UWF正式入団時にスーパータイガーと改名（タイガージムが商標登録しているザ・タイガーの名称が使用できないため）。紫×銀のマスク+コスチュームに一新。藤原との試合でがぶられて（上からホールドされること。レスリングでよく使われる言葉）スタミナを失い、アームロックから逃れられずに腕を脱臼したことから、スーパー・タイガー名義のままで素顔にて試合をするようになる。自身のジムは一旦閉鎖し、「スーパータイガージム」として後に再スタートする。
リング上では前田、藤原、高田、木戸修、山崎らとの日本人対決を軸に壮絶な試合を行ない、「UWFはプロレスではなくシューティング」自分達を「シューター」と称した。公式ルールの制定にも着手するが、スポーツライクな、競技としてのシューティングを確立しようとする佐山と他の選手との間には徐々に溝ができていた。そして1985年9月2日。大阪府立臨海スポーツセンターで行われた試合で、特に不信を抱えていた前田からセメントを仕掛けられる。張り手や膝蹴りを多用し、グラウンドの佐山にローキックをする等、前田の尋常ならざるファイト、精神状態を懸念した佐山が、腹部に入った右膝を金的アピールしてレフェリーに試合を止めさせた（結果は18分57秒スーパー・タイガーの反則勝ち）。これがきっかけとなって、佐山は10月11日にUWF脱退を表明。看板選手を失った団体は活動休止に追い込まれ、佐山以外の選手は新日本プロレスと業務提携することになる。
前田との関係はまだ完全ではないもの、2006年に真樹日佐夫の仲介で行われた『週刊文春』での前田との対談で一定の修復はなされ、その後は電話で話すなど仲直りしている 。

### 修斗を設立
1985年12月、佐山はシーザー武志と共にシュートボクシングの大会に出席し、翌年からのアマチュア格闘技大会開催を予告。スーパータイガージムでの指導をベースとした競技としての格闘技「シューティング（のちの修斗）」の普及活動に励み、協会設立やプロ化を実現。
オープンフィンガーグローブを考案したのも佐山である。
1996年には修斗の運営から身を引いた。
UWF離脱直後にはプロレス界の実情を暴露した『ケーフェイ』を出版し、プロレス活動から距離を置いた（ジャパン女子プロレスの興行で挨拶をしたことは何度かある）。その後は総合格闘技界とプロレス界では異なる立場を取りながらも、双方に関わる活動となる。

### 現役復帰
1994年5月1日、当時新日本プロレスの取締役だった永島勝司に要請され、10年ぶりの新日本登場、4年ぶりの試合となる獣神サンダー・ライガーとのエキシビションマッチに参加した。試合中、佐山は挑発的な笑顔を浮かべていた。これは試合がエキシビションのため「適当にやろう」と思ったかららしい。翌年、初代タイガーマスクに名を戻して本格的にプロレスに復帰し、UWFインターナショナル、みちのくプロレス、東京プロレス、SAプロレス等に参戦した。1997年にはタイガーキングに改名し、新日本東京ドーム大会でアントニオ猪木と対戦する。この改名はこの時点でデビューしていた4代目への配慮とされている。
1998年、アントニオ猪木が創設したUFOに猪木事務所取締役の肩書きで参加する。小川直也を指導し、岡田孝（のちの三州ツバ吉）からの推薦により村上和成の参戦を認めた。1999年1月4日、伝説となる小川直也対橋本真也のシュートマッチ、いわゆる「1.4事変」の仕掛け人の一人となる。余談だが、この時佐山は松葉杖をついてセコンドに就いているが、これは1週間前にアレクサンダー大塚戦で負傷したからである。その後、4月に猪木と団体方針の食い違いがきっかけとなりUFOを離脱した。
その年の5月に掣圏道設立、再びプロレスから離れる。もう復帰は無いと思われたが、2003年9月21日、掣圏道の大会である「掣圏」において、ザ・マスク・オブ・タイガーの名でまたも復帰（対戦相手はザ・グレート・サスケ）。その後、再び初代タイガーマスクに名を戻し、dragondoor等に参戦。WJプロレスでは初めて長州力と対戦した。2005年6月9日には、「ストロングスタイルプロレス復興」を掲げ「リアルジャパンプロレス」を旗揚げした。
2008年3月13日にはリアルジャパンマットで、天龍源一郎との初対決がタッグマッチで実現。チョップと蹴りも打ち合う名勝負となる。
リアルジャパンプロレスでは他にも、鈴木みのる、飯伏幸太、高山善廣、大仁田厚とも対戦が実現。
また昭和プロレス興行にて藤原喜明が胃がん手術後の復帰戦の対戦相手になる。
藤原の復帰戦とは思えないほどの、壮絶な蹴りを見舞う試合になった。
12月には、これまで試合での接点が全くなかった（1988年4月2日、両国国技館で行われた「格闘技の祭典」で、当時シューティングのエキシビションを行った佐山を激励する形で一緒のリングに上がったことはあったが）二代目タイガーこと三沢光晴との初対決がやはりタッグマッチで行われた。
2010年10月20日、藤波辰爾、長州力と共に新イベント「レジェンド・ザ・プロレスリング」を2011年1月10日に後楽園ホールで旗揚げすることを発表した。
2015年3月20日の後楽園ホール大会での曙戦後に心臓の痛みを訴えていたが、しばらく安静に努めていたものの改善しなかったため、5月22日に手術を行った。精密検査の際、医者から「いつ突然死してもおかしくない状態」と言われたほど深刻な状況だったが、4時間に及んだカテーテル手術は無事に成功。最終的には原因不明の「狭心症」と診断されたが、先天的に血管が細く、小学校低学年の時に心臓を患って入院した経験があったという。
2016年6月23日のリアルジャパンプロレス後楽園ホール大会にてミノワマンを相手に、新たに佐山自身が立ち上げた武道「須麻比（すまひ）」のデモンストレーションマッチとして復帰戦を行うが、瞬間の瞬発力は感じさせたものの、完調とは言える動きではなかったため、完全な形での復帰は明言しなかった。
2020年2月19日、新間寿はリアルジャパンプロレス会長として東京都内の会見で「パーキンソン病に近い状態」と佐山が歩行困難であることなどを説明した。
7月11日より東京・神田明神資料館にて功績と思想、プロレスと神社の歴史を振り返る『初代タイガーマスクの武道精神と日本文化展』を開催。

### 初代タイガーマスク基金の設立
「健全な子供たちが育つよりよき社会作り」を目指して2011年11月に設立され、理事長に就任。孤児やめぐまれない子供たちへの支援活動をはじめ、社会教育事業の推進や慈善イベントの開催などを行っている。2014年11月には一般財団法人化。

## 獲得王座
EMLL
- NWA世界ミドル級王座…第41代（防衛10回）

新日本プロレス
- WWFジュニアヘビー級王座…第6代（防衛6回）、第8代（防衛16回）、第9代（防衛1回）
- NWA世界ジュニアヘビー級王座…第34代（防衛4回）、第35代（防衛2回）

東京プロレス
- TWA認定世界タッグ王座…第3代（パートナーは安生洋二）

プロレス大賞
- 1981年度プロレス大賞 大衆賞
- 1982年度プロレス大賞 最優秀選手賞
- 1982年度プロレス大賞 技能賞
- 1984年度プロレス大賞 技能賞

## 得意技

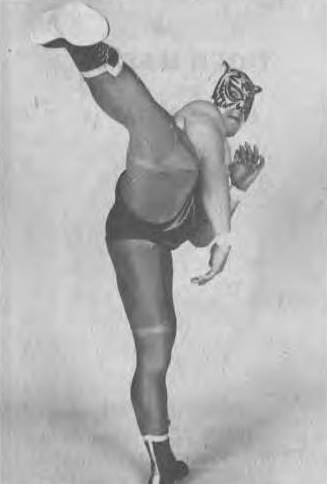
多彩な蹴り技を取り入れた先駆者であった

格闘技的な蹴り技をプロレスに持ち込んだパイオニアであり、さらに見栄えを良くするため、プロレス流にアレンジもなされた。また、ルチャをベースに当時としては画期的な空中殺法に加え、ルチャ的なジャベ、格闘技色の強い関節技、さらに投げ技、丸め込み技まで難なくこなし、ラフにも強い正に万能型の選手で、他団体を含む後のジュニア選手のファイトスタイルに大きな影響を与えた。
各種キック
ローキック、ミドルキック、ハイキックの格闘技的な三種。
当時、プロレスのキックといえばトーキック、もしくは胸板へのフロントキックが主流で、連発で行うものは珍しかった。
今ではキックボクシング風のキックを使う選手は多いが、佐山は若手時代から多用(闘いは打撃から始まるという考え方)しており、キックボクシング風のキックをプロレスに取り入れた先駆者でもある。
ドロップキック
両足踏み切り型で旋回式。
通常の選手は右回転か左回転のどちらか一方だが、佐山は左右どちらにも旋回できた。
ローリング・ソバット
格闘技の蹴り技をプロレス流にアレンジした（プロレスでは）この技の元祖。
飛んで旋回する後ろ蹴りをプロレスでは同名の表現をするきっかけとなった（転じて、旋回しても飛ばないものはソバットと表現する）。
サマーソルトキック
サルト・モルタルをアレンジしたこの技の元祖。メキシコ修行(サトル・サヤマ)時代に開発し、使用。
セカンドロープに片足を乗せるスタイルで、俗にタイガーマスク式と表現される。
スクリュー・ハイキック
別名：回転延髄斬り。一回転して跳び上がりつつ放つハイキック。
この技から水面蹴りで足を払うコンビネーションも時折、見せていた。
バック宙キック
別名：回転地獄蹴り。後方転回しながら膝ないし、膝下を叩きつける蹴り技。
ザ・マスク・オブ・タイガー時代にMOABとして復活させている。
フライング・クロス・チョップ
ミル・マスカラスが得意とした飛び上ってクロスさせた両腕を胸板に打ち込むチョップ。
ただし、マスカラスは相手と距離が離れてる状態で飛ぶが、タイガーマスクは相手に当たる寸前に飛ぶ違いがある。
全盛期にはインパクトの瞬間に90度から180度回転する勢いを見せていた。
ムーンサルト・ダブル・ニー・ドロップ
仰向けでダウンしている相手の頭側で背を向けて後方宙返りを行い、打ち込むニードロップ。
愛弟子である4代目タイガーマスクへ受け継がれた。
ジャーマン・スープレックス（ホールド）
和名：原爆固め。デビュー戦のフィニッシュ技。反り投げるのではなく、持ち上げて後方に突き刺すようなフォームから高角度で決めた。
タイガー・スープレックス（ホールド）
和名：猛虎原爆固め。代表的なフィニッシュ・ホールドの一つ。
自身の手をクラッチせずに相手の背中に添えるスタイルで、俗に佐山式と表現される。
タイガー・ドライバー
別名：タイガー・ネックチャンスリー（ドロップ）。2代目タイガーマスク（三沢光晴）の同名技とは別技。
片足を振り子のように蹴り上げ、反動を利用してハーフハッチの要領でマットに相手の脳天を突き刺す。山崎一夫に受け継がれた。
ツームストーン・パイルドライバー
和名：墓石式脳天杭打ち。ダイナマイト・キッドとの抗争で会得。主に飛び技への繋ぎ技として用いられた。
ライバル関係にあったブラック・タイガーのものとは、胴をクラッチし反転させて仕掛ける違いがある。
ケブラドーラ・コンヒーロ
和名：風車式背骨折り（風車式バックブリーカー）。国内でのパイオニアの一人。
獣神サンダー・ライガーを始め、多くのジュニア選手に受け継がれた。
ダブルアーム・スープレックス
持ち上げて自身の身体を捻りつつ、相手に浴びせ倒すように叩きつける変形も使用。
PS用ソフト闘魂烈伝3では、上記、変形のフォームを再現したダブルアーム・プランチャが収録されている。
ブロック・バスター
ボディスラムのクラッチで横抱き状態のまま反り投げ、ブリッジをきかせてフォールに固める。
スティーブ・ライトに勝利を上げたさい、唯一フィニッシュとして用いている。
タイガー・スピン
ヘッドロックの体勢からクラッチを解き、360°回転を2回行った上で行うレッグスピン。
そのままテコの応用で片脚を極めるレッグロックに派生する一連の流れ全体を指して同名で表現もされる。
特殊なスタンスから高速で2回転するため、後に鈴木みのるが誰も真似出来ないと語っていた。
スピニング・レッグロック
両膝をつきつつ、高速で行う単発型のスピニング・トーホールド。
3代目タイガーマスク（金本浩二）に受け継がれた。
チキンウィングフェイスロック
たびたび、フィニッシュとしても用いられ、UWF時代にも使用された。
尻餅状態の相手へ仕掛けるタイプのものを使用。
ラウンディング・ボディ・プレス
和名：月面水爆。別名：旋回式ボディプレス。代表的なフィニッシュ・ホールドの一つでこの技の元祖。
名称については様々な説、臆測が飛んでいるため詳しくは個別記事を参照。
ムーンライト・コースター
上記、ラウンディング・ボディ・プレスと混同されるが、縦回転式であり別技。
この縦回転式は武藤敬司が元祖を主張し、ムーンサルトプレスの名称が定着したが、実際にリングで初めに披露したのはジョージ高野である。
タイガー・トルネード・プレス
ハヤブサのフェニックス・スプラッシュに似た、振り返りざまの前方回転プレス。
ひねりを加えながら斜めに回転する点がやや違う。実戦では未公開。
スペース・フライング・タイガー・ドロップ
和名：宇宙飛行虎爆弾。ロンダートからノータッチでプランチャ・スイシーダを仕掛ける。
時折、リング内でも同技を見せていたが、フライング・ボディ・アタックの名称で実況された。
この技が生まれるきっかけとなったのはジャッキー・チェンの映画『ドラゴンロード』を見て思いついたため。
プランチャ・スイシーダ
全盛期には、走り込んでノータッチで見舞う跳躍力を見せた。
時折、場外の鉄柵を超える勢いを見せて、あわや反則負け（当時の新日本プロレスのルール）になりかけたことがある。
フィンタ・デ・レギレテ
別名：タイガー・フェイントキック。飛ぶと見せかけてトップ・セカンドロープの間を回転してくぐり抜けるフェイント。
ここからプランチャ・スイシーダに派生するか、回転時に場外の相手を蹴り飛ばすこともあった。
タイガー・ステップ
ルチャリブレのステップをベースとした、両腕を回しながらステップを刻みリングを旋回する佐山独特の構え。タイガーマスクになる以前、サミー・リー時代から使用している。

## 修斗
第1次UWF離脱後、シューティング（のちの修斗）の創始者として日本の総合格闘技界をスタートさせた。当時、関節技などのサブミッションホールドはプロレスにおける裏技的なものであり、プロでも「技は教えてもらうものではなく盗むもの」という風潮があり、やられることによって逃げ方を覚え、後輩にかけて覚えるという感じで、技術体系が確立されていなかった。しかし、佐山はそのプロの技を一つ一つ言葉で説明して体で実践して生徒（素人）に教えた。これが総合格闘技の源となっている。しかし、1996年にフロントとのトラブルのため離脱した。離脱の詳細は不明だが、1.スポンサーである龍車グループが佐山の金銭感覚を疑ったこと、2.バーリ・トゥード・ジャパン96で朝日昇やエンセン井上らが敗北し佐山の指導力が問われたこと、3.佐山がプロレスのリングに上がったこと、が挙げられている。

## 掣圏真陰流
掣圏真陰流とは、佐山が従来から提唱してきた、市街地型実戦格闘技という名目で1999年5月に創設された武道。旧名・掣圏道。路上での複数相手との戦いを想定した身辺警護・ボディガードコンセプトを基本理念とし、護身の意味も含めて創始された。
当初の試合は北海道を中心としたロシア人を相手の『アルティメットボクシング』だったが、2003年で廃止された後はリアルジャパンプロレスの興行で『掣圏真陰流トーナメント』が行われた。
2010年10月29日、新たな武道である『武道 掣圏』の旗揚げ興行が後楽園ホールで行われた。これはボクシングや総合格闘技などの格闘スポーツではなく、あくまで武道であるという定義を佐山はしている。試合は三本勝負となっており、試合時には袴とオープンフィンガーグローブを着用する。ロープのない八角形のリングで行われる。ルールはKO・一本による決着のほか、対戦相手の場外への押し出しと制圧（3秒以上の抑え込み）にポイントが与えられ、これを2ポイント先取することでも勝利となる。入場時には日本刀を携えることが全選手の義務となっている。また、礼儀を重んじると言う佐山の思想から、ガッツポーズや相手を見下す行為は即失格とし、金髪や刺青を入れた選手は出場が認められない。「義」を構築し、礼儀作法を備えた人間を育て上げ、ひいては日本を復活させると言う目標を持つ佐山の世界観がふんだんに現れたものとなっている。
佐山は、『武道 掣圏』について、「蓋を開けてみれば全てが分かった時に“ああ、これか”という態勢になるのは目に見えています。それは日本の国体を崩す不良の輩やマナーとはかけ離れたものを子供たちに見せてしまう輩を輩出する大会ではありません。（中略）これで日本が救われます」と語っており、この武道の究極的な目標は、堕落し、国体が崩れている（と佐山が考えている）日本を救うこととしている。
佐山の運営する掣圏真陰流は2020年を以て解散・消滅(廃業)した。
現在は2013年に興義館から分裂した弟子の瓜田幸造が主宰する「掣圏会」だけが通常のキックボクシングを中心としたスタイルで独自に引き継いでおり、アルティメットボクシングの復活としてアルティメットストライカーαルール、βルール、Proルールといった3種類のルールで試合を行っている。

## 須麻比
須麻比（「すまひ」と書いて「すまい」と読む）とは、佐山が掣圏真陰流とは別に新たに創設した武道で、相撲の源流とされる野見宿禰と当麻蹴速の闘いが日本最古の武道かつ、あらゆる武道の原点であり、その武道こそが須麻比であり、それを現代に復活させたとしている。2016年6月23日のリアルジャパンプロレス後楽園ホール大会にて全身白のタイガーマスクとしてデモンストレーションマッチ(結局はキックボクシングスタイルのプロレスだった)を行い、その後「須麻比」の復活を通して、日本精神文化の原点回帰を目的とする団体「日本須麻比協会」を設立。「日本須麻比協会」では、技を磨いて披露する「式部省」、真剣試合を行う「兵部省」、日本の文化・アイデンティティを学ぶ「学部省」の三部門から成り立つとしている。興行が開催される予定で選手もエントリーされていたが、結局は中止となり、開催されることなく企画だけで終わった。

## 神厳流総道
神厳流総道（しんがんりゅうそうどう）とは、2022年に佐山が掣圏真陰流や須麻比とは別に新たに創設した武道で、天孫を守るために大切なものを守っていく武道であり、なおかつ天を起源とした地水火風空の『一天五輪』を要素とした巌（いわお）の精神武道であるとされている。当初の名称は「神巌流総術」だったが2023年に「神巌流総道」へと変更。また、神厳流総道は陽明学と朱子学を併せ持ち、不動心を体得することで平時から武道を体現することが必然となるため、道着も掣圏真陰流で廃止にしたスーツ型道着を復活させ、3種類の試合ルールを考案し、そのルールごとに長袖スーツ＆半袖スーツ＆ノースリーブスーツといった新たなアイデアで使い分け、初期の掣圏真陰流と同じく市街戦を想定したものとなる。佐山の思想は武道を造る事であり、その長年の答えが『神厳流総道』であるとしている。神厳流総道は掣圏真陰流館長の渡部優一と修斗プロデューサーの坂本一弘を中心に準備委員会を設立し、ルールや勉強会などを行っていく事とし、当面は掣圏真陰流や修斗の選手を中心に活動していく見通しとしていたが2023年夏を最後に、その後の動きはない。

## アルティメット・シューティング
アルティメット・シューティングとは、佐山が今まで創設した掣圏真陰流、須麻比、神厳流総道とは異なり、『武道』ではなく『格闘技』として2025年に創設された。「全局面打撃の総合格闘技」と銘打ち、試合中のサブミッションや絞め技を一切禁止とし、パンチ・キック・投げによる攻防が主体となり、グラウンドにおいてもパンチのみが許可される。かつて当初の掣圏道(掣圏真陰流の旧名)の試合として行われていたアルティメットボクシングと同一のルールといって良い。佐山曰く「アルティメット・シューティングでは、その環境を総合の原理に戻す真の技術が発達して来るように組み立てられています。即ち、ボクシングやキックをやって総合をやれば良いというものではない」との事で、まずは修斗の選手によるデモンストレーションとしてプレマッチを開催し、その後本格的に始動するとされている。

## 思想活動
歴史や政治思想に精通し、「武士道追求」として独自に右翼活動を展開している。以前から「天覧試合をやりたい」（当時の「天覧試合をやりたい」という発言は、修斗を、プロ野球や大相撲のように天皇に見に来てもらえるような立派なプロ競技にしたいという純粋な気持ちであって、近年の右翼的な発言とは画する。）「試合前は靖国神社におられる英霊に敬礼」「今の日本人に切腹する精神はない。こんな国では戦争には勝てない」等々の言動を繰り返し、戦前の日本軍を悪く言われると烈火のごとく怒ることは有名。佐山が20年前から使用していた八角形のリング（オクタゴン）は、天皇の玉座をイメージしたものであるという。ナチスについても「警察力を強化して泥棒を減らしたり、良いこともたくさんした」等と評価しているため、部分的に肯定しているとも言われるが、佐山本人はこのことを否定している。
掣圏道設立後から佐山の思想活動が本格化し、2001年の第19回参議院議員通常選挙に比例代表区から自由連合公認で出馬。33,762票を獲得したが、落選した。その選挙演説の際「暴走族を撃ち殺せ!!」と発言し、市民の度肝を抜いた。この参院選ではかねてから親交の深かった杉山穎男（元『格闘技通信』編集長・『武道通信』編集長）も出馬するが、1,596票の得票に止まり落選している。
こうした右翼的言動から、親しい人間は畏敬の念をこめて、「極右・佐山皇帝」と呼ぶ。本人は「俺を街宣車で騒いでいるような連中と一緒にするな」と言って、右翼と呼ばれることを嫌がっているが、任侠系右翼団体である日本青年社との交流を公言している。
子供の教育における体罰の必要性を主張するシンポジウム（主催は加瀬英明）に、石原慎太郎や櫻井よしこ、高橋史朗、田久保忠衛などと共に参加したことがある。

## 人物
- 現役時代の身体能力に関しては、背筋力は296kg、100m走は11秒5、太ももの負荷測定は370Nm、反応力は0.3秒を記録した[76]。1982年11月7日にTBS系で放送された「マイスポーツ」で「タイガーマスクは本当に強いのか?」という特集が放映された際には、普通のスニーカーを履いた状態で100m走を12秒7で走っており、日本体育大学教授の堀居昭からは「体重90kgの日本人の記録としては珍しい」と評されている[77]。また、同番組で背筋力は293kg、脚力テストで360ワットなど、それぞれ他競技のトップアスリートと比べても遜色ない数字を出している[77]。田崎健太によると長州力に最も身体的能力の優れたレスラーはだれかと質問した際に長州は佐山と即答したといい、「佐山は何の競技をやっても成功したでしょうね」と述べたという[78]。
- 全盛期は体重が軽くパワーもそれほど強くないタイプであったが、1975年12月の新日本の忘年会で腕相撲を行うと並み居る選手達に対して圧倒的な強さを見せつけた。ミスター高橋は、瞬発力や運動神経に優れ、腕相撲の「コツ」を掴んでいたことが佐山の腕相撲で強さを発揮した要因なのだろうと考察しており、さらに「最強かもしれない」と腕相撲の実力を評価した[79]。
- 普段は物腰柔らかな人柄であるが、怒ると鬼の如く豹変してしまう。「師匠であるアントニオ猪木、同郷の先輩である長州力でさえ佐山が感情を爆発させたときには手に負えない[80]」、「思想的に極右である[80]」と言われるほか、スーパータイガージムでは上達のままならない弟子に対して「殺すぞ」といった言葉を口にすることもあり、ジムの会員が減少するきっかけになっていたといわれる[81]。また、1991年9月に足利工業大学付属高校で行われた修斗の合宿では、弟子たちを蹴り倒す・平手打ちをする・竹刀で叩く・といった映像が記録された[82]。ただし、佐山によるとこれは意図的なもので「うちはこれだけ厳しい練習をやっているんだよ、と外に見せるため」であり、他団体に対する威嚇行為だったという[83]。
- 朝日昇は「佐山さんが朝日昇という名前を付けたのに普段は『あさのぼり君』と呼ぶ。滅茶苦茶で酷い。真面目に生きた人は耐えられない。久々に会ったら『あさのぼり君、時代は催眠術だよ』と言われて、次元が違う。天才」と語った[84]。
- 朝日昇・川口健二は「スーパータイガージムには、生徒が沢山いたために佐山さんは会員の名前が覚えられず、風貌のイメージで仇名で呼んでいた。何とか苗字を覚えられても下の名前が覚えられない。佐山は大会開催時に伊藤という選手の下の名前が分からないため本人に知らせずに『伊藤四郎』にしてしまい、パンフレットに載せてしまった。伊藤は試合場の控室でパンフレットを見てショックを受けたが他選手は大爆笑した」と明かしている[85]。

## 佐山の弟子
プロレスラー
- スーパーライダー - 初代シューティングウェルター級チャンピオン。
- 北原光騎 - シューティング出身、スーパータイガージムのインストラクターも務めた。
- タイガーマスク（4代目） - シューティング出身、のちに新日本プロレス所属となる。
- 間下隼人 - 歴代の弟子の中でもかなりの強烈な趣味を持つ。ストロングスタイルプロレスや武道 掣圏などに出場している。

その他にストロングスタイルプロレスで活動しているスーパータイガー（2代目）やインディーで活動しているブルーシャークなど。
格闘家
- 渡部優一（佐山によるアダ名（判明している物のみ表記）以下、アダ名：ナベ） - 懐刀の存在。修斗ウェルター級初代王者。「スーパータイガージム群馬道場」を主宰。
- 川口健次（アダ名：カワゴエ） - 修斗時代の愛弟子。現役時代は「シューティング最強の男」と呼ばれた。「シューティングジム横浜」を主宰。
- 朝日昇（アダ名：あさのぼり君） - 修斗時代の弟子。「奇人」の異名を持つ。「東京イエローマンズ」を主宰。
- 中井祐樹 - 修斗時代の弟子。ブラジリアン柔術「パラエストラ」の最高指導者。
- エンセン井上 - 修斗時代末期の弟子。ヘビー級の実力者。ブラジリアン柔術を日本に普及させた功労者。「PUREBRED」を主宰。
- 中村頼永 - 日本国内の「截拳道」の最高指導者。修斗時代の佐山の指導を受け、北原と共にインストラクターも務めた。「USA修斗」代表。
- 田中健一（アダ名：サボテン） - 修斗ライト級初代王者。「スーパータイガージム田中塾」塾長。「格闘結社田中塾」時代の弟子に、高谷裕之らがいる。
- 関島康人（アダ名：セキ）、石川義将（アダ名：館長）、坂本一弘、桜田直樹（アダ名：スナカケ）、伊藤裕二（アダ名：伊藤チャン）、山田学、本間聡、草柳和宏（アダ名：ぜんじろう（善次郎？））、九平、他多数。
- 桜木裕司 - 2010年10月現在、日本のメジャー興行の参戦経験はないが、アルティメットボクシングや総合格闘技、キックボクシングの興行でも多数試合をしており、マルチに活動している。
- 瓜田幸造 - アルティメットボクシングや総合格闘技の興行でも多数試合をしている。「興義館」から独立し「掣圏会」を主宰。現在も「GRACHAN」や「Fighting NEXUS」に現役プロ格闘家として出場し活躍中。

直系の弟子はその他にも多数(「佐山聡の弟子」と呼ばれるのは上記のような「プロのリングで試合出場した選手」のみを指し、単に「スーパータイガージム」「掣圏真陰流」に在籍する一般会員一人一人のことを正しくは「会員」「生徒」「ジム生」「道場生」「門下生」と呼び、全員を「弟子」とは呼ばない)。

## 入場テーマ曲
- 「バーニング・タイガー」（ブレイン・ウォッシュ・バンド） - タイガーマスクのデビュー戦で使用。ただし生演奏。
- 「タイガーマスク二世」（水木一郎、コロムビアゆりかご会）- 1981年夏頃までと1982年前半に使用。
- 「おまえは虎になれ」（村松とおる）- 1981年9月の田園コロシアム大会から年末まで使用。のちに弟子の4代目タイガーマスクが使用。
- 「燃えろ! 吠えろ! タイガーマスク」（古舘伊知郎）- 1982年後半から1983年の引退まで使用。
- 「バーニングタイガー」（佐山聡） - 本人歌唱（入場曲の予定も、実際は本人が恥ずかしがって使用されず）。
- 「アイ・オブ・ザ・タイガー」（サバイバー） - スーパータイガーとして第1次UWF参戦時に使用。
- 「虎覇王（ヴィクトリーロード）」（ネバーランド） - スーパータイガーとして第1次UWF参戦時のイメージ曲であり、入場時には使われていない。
- 「行け！タイガーマスク」（新田洋） - アニメ「タイガーマスク」のオープニング曲であり、現在[いつ?]の入場テーマ曲。

## 関連作品

### 著書

#### 単著
- 『スーパー・タイガーシューティング―格闘技最強への道』（1984年、山手書房）
- 『ケーフェイ』（1985年、ナユタ出版会）ISBN 978-4795220614
- 『佐山聡のシューティング入門 : 打投極』（第1刷）講談社、1986年8月20日。ISBN 4062027119。
- 『佐山聡のシューティング上級編―パンクラチオンへの道』（1989年、講談社）ISBN 978-4062032391
- 『ザ・格闘家―最強を目指した戦士たちの素顔』（1999年、光文社）ISBN 978-4334972325
- 『佐山聡の掣圏道』（2000年、ぴいぷる社）ISBN 978-4893741448
- 『ブレイヴ・オン・ハート 真の勇者とは―キレたら負ける』（2001年、ビジネス社）ISBN 978-4828409092
- 『護身―最強のリアルテクニック』（2002年、日本文芸社）ISBN 978-4537201024
- 『佐山原理 新生武道真陰』（2010年、東邦出版）ISBN 978-4809408502
- 『「リアル不動心」メンタルトレーニング』（2014年、講談社）ISBN 978-4062728799

#### 共著
- 新間寿、ミスター高橋、ターザン山本ほか『新日本プロレス10大事件の真相』（2015年、宝島社）ISBN 978-4800239884

#### 関連書籍
- ビクトル古賀（著作、監修）『これがサンボだ！』佐山聡（技術協力）、ベースボール・マガジン社、1986年6月。ISBN 4-583-02564-5。
- STライターズ『佐山サトル―プロレス・シューティング・バーリ・トゥード』（1996年、エスエル出版会）ISBN　978-4846301590
- 布施鋼治、若林太郎『佐山聡のバーリ・トゥード必勝法―“何でもあり”の闘い方』（1997年、学習研究社）ISBN 978-4054004023
- 『初代タイガーマスク Ultimate Guide』（2015年、ダイアプレス）ISBN 978-4862149893
- 『KAMINOGE　vol.44　不死身の虎!佐山サトル』（2015年、東邦出版、編集：KAMINOGE編集部）ISBN　978-4809413339
- 『KAMINOGE　vol.52』（2016年、東邦出版、編集：KAMINOGE編集部）ISBN 978-4809413933
- 『KAMINOGE vol.64』（2017年、東邦出版、編集：KAMINOGE編集部）ISBN 978-4809414800
- 『初代タイガーマスク(G SPIRITS ARCHIVES vol.1)』（2018年、辰巳出版）ISBN 978-4777820306
- 田崎健太『真説・佐山サトル タイガーマスクと呼ばれた男』[86]（2018年、集英社インターナショナル）ISBN　978-4797673562

### ディスコグラフィー
- ザ・タイガーマスク（1983年、ディスコメイトレコード、DSK-4004）
  - 1993年8月21日にCDで再発（株式会社TEN、TEN-1001）
- ハングリーアングリータイガー/どぶねずみ（2005年4月27日、東芝EMI、TOCX-2415）
  - 映画『真説・タイガーマスク』主題歌